# Corvette (automerk)

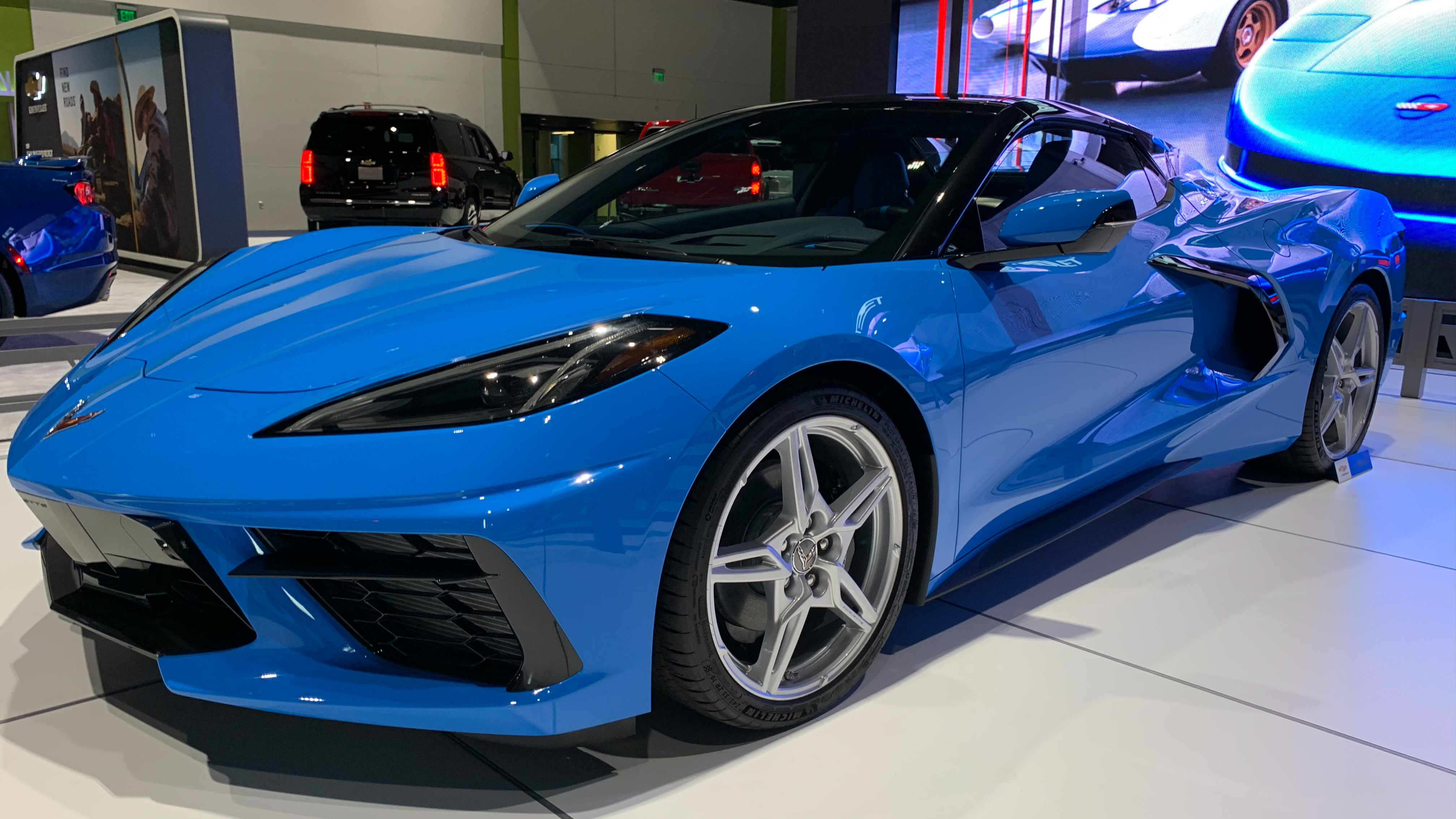
Een Corvette C8 Stingray

Corvette is een van de merken uit de General Motors-groep. Onder deze merknaam worden sinds 1953 tweepersoons sportwagens gemaakt. De auto's staan niet alleen bekend vanwege hun rijprestaties maar ook door het gebruik van glasvezelversterkte kunststof en andere composietmaterialen in de carrosserie en de prototypes die door de jaren heen getoond werden. Sinds haar introductie zijn reeds acht generaties Corvettes uitgebracht die aangeduid zijn als C1 t/m C8. De coupéversies van de C2, C7 en C8 dragen vanwege de vorm aan de achterzijde de naam Sting Ray of Stingray.
Pas sinds 2005 is Corvette voor de Europese automarkt een afzonderlijk automerk, tot die tijd was het de modelnaam van de sportiefste auto uit de Chevrolet-familie. Hier is toe besloten toen Daewoo hernoemd werd tot Chevrolet. In de VS daarentegen behoort het nog steeds tot de Chevrolet-familie.

## Geschiedenis

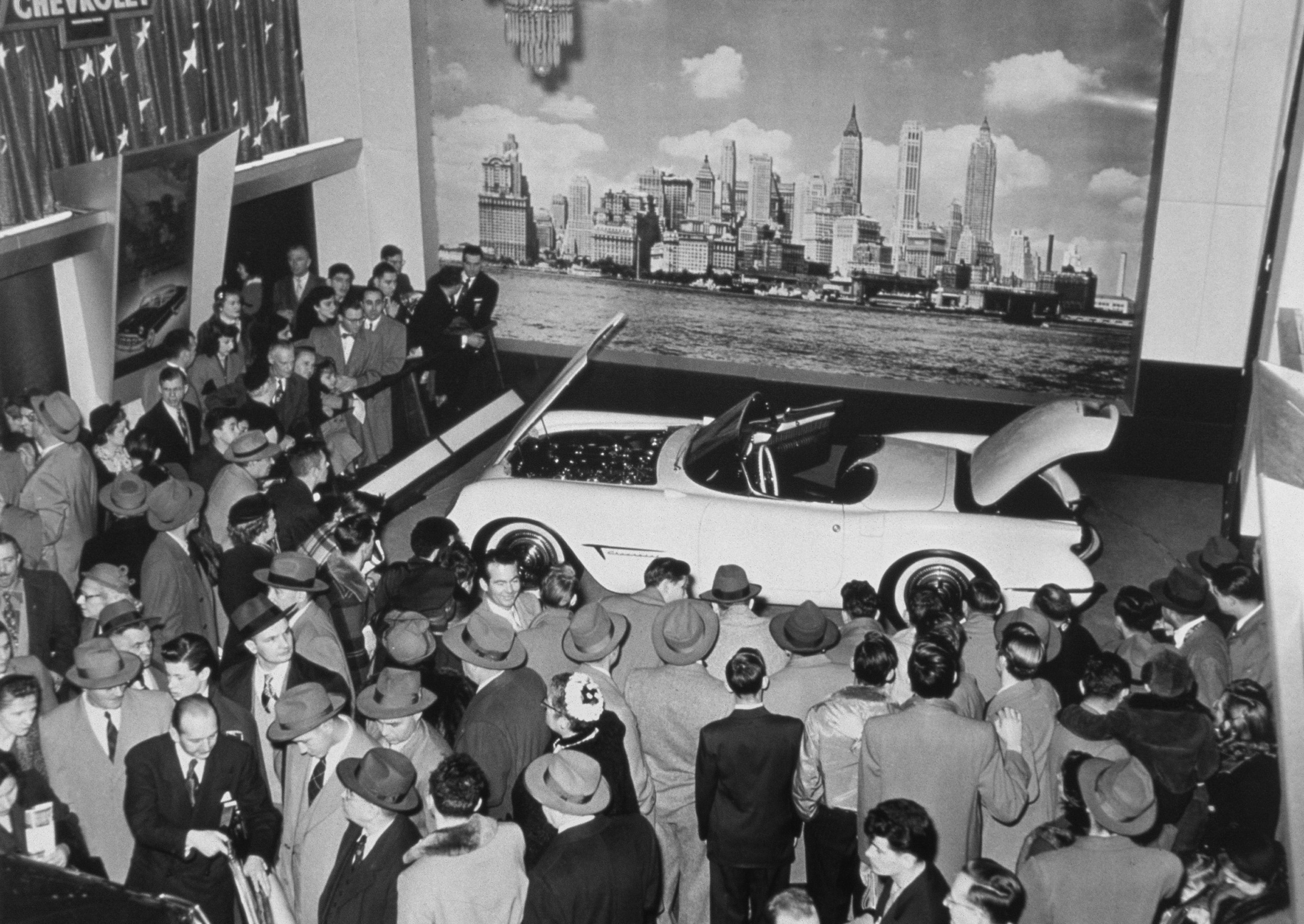
De Chevrolet Corvette op de Motorama van 1953

Na de Tweede Wereldoorlog besloot de directie van Chevrolet dat het tijd was voor een sportief model.
Begin jaren vijftig leek het voor General Motors niet waarschijnlijk dat ze succesvol een sportwagen op de markt konden brengen zeker niet een waar ze winst op zouden maken. GM maakte jaarlijks twee miljoen auto's en de totale markt voor sportwagens was goed voor slechts ongeveer vijfduizend stuks. De groep van kopers van tweezitter sportwagens was een heel kleine groep. Waarom waagde Chevrolet het toch in 1953 met de Corvette? Na de Tweede Wereldoorlog leek iedereen gek te zijn van de sportwagens die ze in Europa hadden gezien en die ze hadden meegenomen naar de Verenigde Staten. De autotijdschriften stonden er vol mee. Er in geïnteresseerd zijn en er een kopen zijn twee verschillende zaken. Daar kwam GM snel achter. De interesse was er volgens GM genoeg en de reden dat er zo weinig verkocht werden was omdat er geen aanbod was van echte Amerikaanse sportwagens. De Europese sportwagens waren gemaakt voor de Europese eisen en verkeersomstandigheden. Volgens GM wilden de Amerikanen een sportwagen die gemaakt was voor de vlakke Amerikaanse wegen en stelden de Amerikanen andere eisen aan comfort. En omdat die auto nog niet bestond dacht GM dat met het creëren van zo'n auto die markt vanzelf wel zou ontstaan. De taak voor het design werd gegeven aan ontwerper Harvey Earl. In 1952 stond het eerste kleimodel klaar voor bezichtiging.
De vraag of het publiek de Corvette wel mooi zou vinden kon makkelijk beantwoord worden door middel van de mobiele autoshow van GM, "Motorama" genaamd. Dit was een complete mobiele autoshow die al sinds 1949 jaarlijks aan het begin van het jaar een aantal grote steden langs ging om het publiek kennis te laten maken met nieuwe GM modellen en prototypes. Hierbij ging er elk jaar een aantal experimentele modellen mee om de reacties van het publiek te testen. De hele show (decor en auto's) werd vervoerd in vrachtwagens en elke keer weer compleet opgebouwd in hotels en andere tentoonstellingsruimtes. In januari 1953 kon het publiek voor het eerst kennismaken met de Corvette tijdens de Motorama die werd gehouden in de hal van het Waldorf-Astoria Hotel in New York. De reacties waren overweldigend. Dus besloot GM nog datzelfde jaar met de productie van de Corvette te starten.
Met de hete adem van de concurrentie in de nek werd de Corvette in 1953 in productie genomen. Zo goed als alle techniek kwam direct vanaf de plank. Alleen het gebruik van polyester voor de koets was innovatief. Die nieuwigheid was gedeeltelijk uit noodzaak geboren. Polyester had zich reeds op maritiem gebied bewezen en was door een paar kleine automakers als materiaal voor de carrosserie gebruikt. Voor Chevrolet was de snelle productietijd die met dit nieuwe middel te verwezenlijken was van doorslaggevend belang.
Het concept sloeg aan. De eerste generatie Corvettes werd geproduceerd tussen 1953 en 1955. De 1956-1962 reeks was een voortborduursel op de eerste generatie. Voorzien van een lichte facelift en voortaan met een V8 in het vooronder in plaats van de zescilinder in lijn die luisterde naar de naam "Blue Flame Special". Deze laatste leverde een magere 150 pk uit ongeveer 3,8 liter cilinderinhoud. De V8 leverde echter 238 pk uit een cilinderinhoud van ongeveer vijf liter.

## C1 (1953-1962)
1953

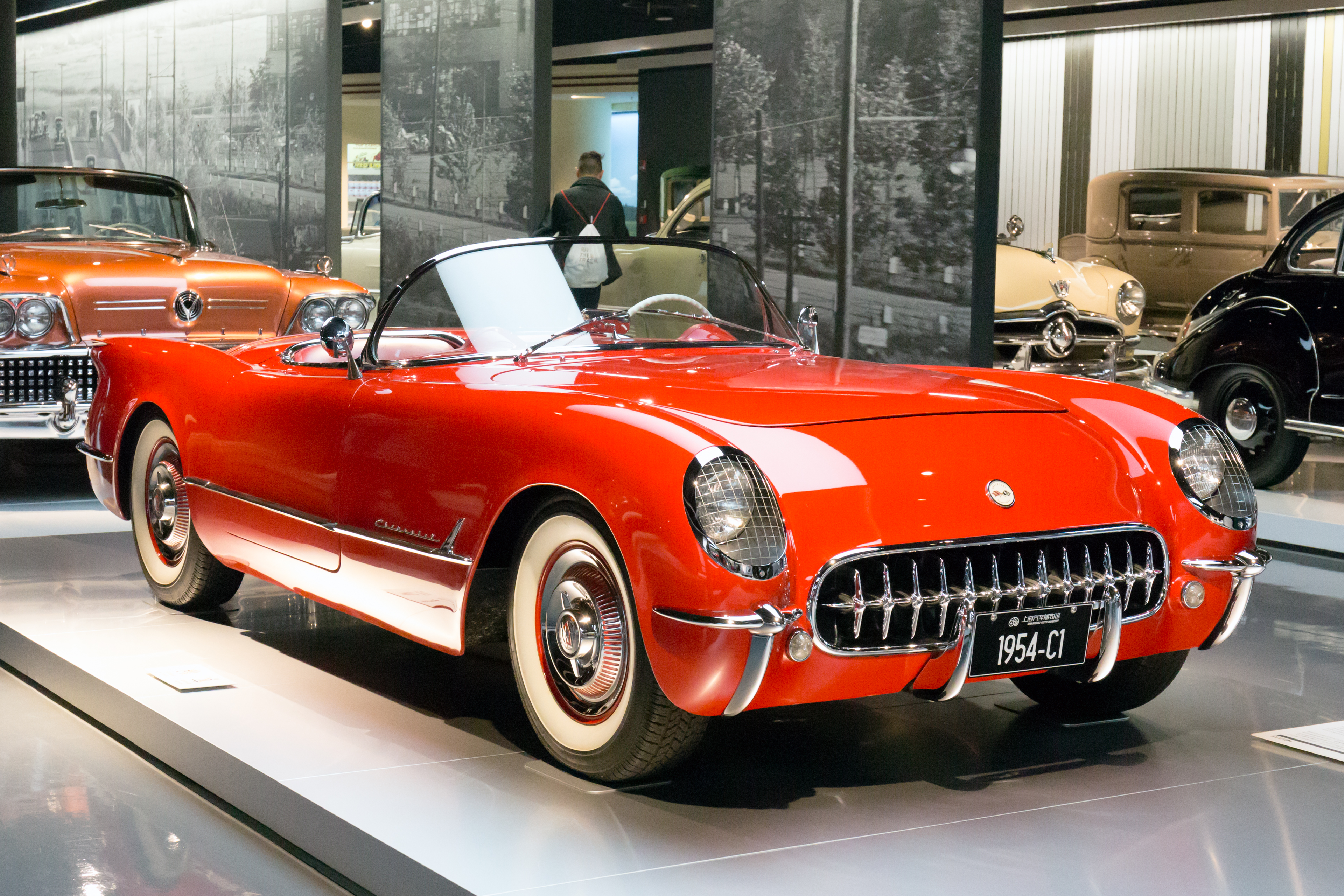
Corvette C1 uit 1954

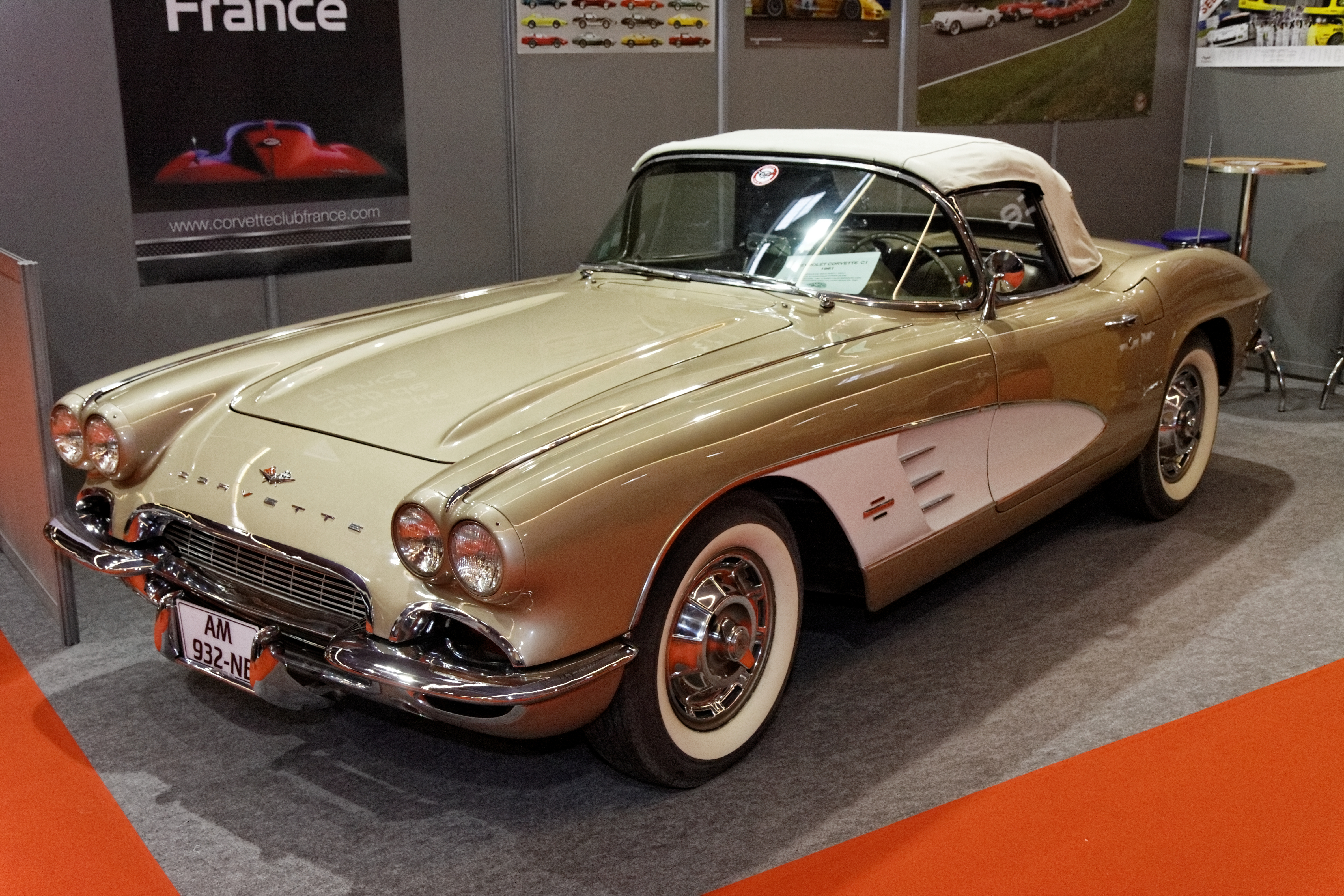
Een C1 uit 1961. Vanaf 1956 werd de karakteristieke inkeping in de zijkant toegepast en vanaf 1958 de dubbele koplampen.

Het unieke van de Corvette was, en is nog steeds, zijn kunststof carrosserie.
De eerste Corvette werd gebouwd op 30 juni 1953 in Flint, Michigan in een hoek van de fabriek waar de overige Chevrolet-modellen werden gemaakt. De 1953 Corvette had een 3,8 liter zes cilinder in lijn motor met een vermogen van 150 pk. Omdat alle Corvettes met de hand gemaakt werden en de productie van een auto met een kunststof carrosserie eigenlijk in een experimenteel stadium verkeerde werden er in dat jaar slechts 300 stuks gefabriceerd. De prijs was $3.734 wat twee keer zoveel was als voor een "gewoon" Chevrolet-model betaald moest worden. Alle 1953 Corvettes waren wit met een rood interieur.
1954
De fabricage begon dit jaar in de fabriek in St. Louis die berekend was op een jaarlijkse productie van 10.000 stuks. De vraag bleef ook nu weer achter wat tot gevolg gehad dat er maar 3.640 stuks werden geproduceerd. Dit jaar had de Corvette weer dezelfde zes cilinder motor maar was de carrosserie naast wit ook in een drietal andere kleuren verkrijgbaar: blauw, rood en zwart.
1955
Uiterlijk nog steeds dezelfde carrosserievorm als de voorgaande jaren maar 1955 zag wel de introductie van de nieuwe 195 pk sterke 4,3 liter V8 motor. Bijna alle 1955 Corvettes hadden deze V8 motor en waren uiterlijk te herkennen aan de grote goudkleurige letter "V" in het woord "Chevrolet" op de zijkant van de auto. De kleur zwart was verdwenen en koper en goud waren de nieuwe carrosseriekleuren. Ook nu bleef de vraag naar Corvettes achter. Toen de productie van de 1955 Corvette begon stonden er nog 1100 onverkochte exemplaren van het model 1954 bij de dealers. Van de 1955 Corvette werden er slechts 700 stuks geproduceerd wat bijna het einde betekende van de Corvette ware het niet dat een aantal kopstukken van GM er anders over dachten en in de Corvette bleven geloven.
1956
Dit jaar kreeg de Corvette zijn nieuwe carrosserievorm en had men de keus uit een tweetal V8 motoren (210 en 225 pk). De 225 pk motor was ook nog verkrijgbaar met een andere nokkenas en leverde dan 240 pk. Nieuw waren handgrepen en sloten aan de buitenkant van de deuren, elektrisch bedienbare zijruiten, de hardtop en de carrosserie die met witte of zilveren vlakken uitgevoerd kon worden. De kleur goud verdween, zwart was weer terug en nieuw was een fraaie kleur groen (Cascade Green). Een productie van 3.467 stuks gaf de burger weer moed.
1957
Carrosserievorm hetzelfde maar nu nog meer keus uit motoren en de introductie van de benzineinjectie. De basismotor had 220 pk en er waren twee (dubbele) carburateur-versies met respectievelijk 245 en 270 pk. De benzineinjectie V8 motoren leverden 250 en 283 pk. Die laatste leverde niet exact 283 pk maar omdat de V8 nu een cilinderinhoud had van 283 kubieke inch (4,6 liter) deed dat het goed in de advertenties. "Corvette FI, one horsepower per cubic inch of displacement!" Een nieuwe carrosseriekleur was zilver. De productie steeg dit jaar naar 6339 stuks.
1958
Een nieuwe carrosserie dit jaar, herkenbaar aan de -voor het eerst- dubbele koplampen, en een nieuw dashboard. Uniek dit jaar waren de gleuven op de motorkap en de twee chromen strippen over de kofferdeksel. Opvallende nieuwe kleuren dit jaar waren antraciet en lichtgeel. De productie kwam met 9168 exemplaren in de buurt van de 10.000.
1959
De gleuven op de motorkap en de chromen strippen op de kofferdeksel waren verdwenen. In het interieur werden ook een aantal verbeteringen doorgevoerd wat betreft de afleesbaarheid van de meters en werden de armsteunen verplaatst voor meer elleboogruimte. Ook was een zwart interieur een primeur voor de Corvette. De productie steeg licht naar 9670 stuks.
1960
Het laatste jaar voor de fraaie grille met de grote chromen "tanden" en de rond gevormde achterzijde. Nauwelijks uiterlijke verschillen met 1959. De prijs voor een standaard Corvette was dit jaar 3872 dollar. Productie overschreed dit jaar de magische grens van 10.000 stuks. Het waren er 10.261 om precies te zijn.
1961
De carrosserie kreeg dit jaar een serieuze facelift. Een nieuwe eenvoudige grille en een totaal andere achterpartij die al een aardige indicatie gaf van de dingen die komen gingen. Het eerste jaar met vier ronde achterlichten wat een Corvette traditie zou worden. De uitlaten kwamen voor het eerst uit onder de carrosserie in plaats van uit de carrosserie door de achterpanelen. De sterkste V8 dit jaar had benzineinjectie en leverde 315 pk. Het laatste jaar dat de Corvette banden kon krijgen met de brede witte vlakken (wide whitewall tires). Ook het laatste jaar dat men de carrosserie met contrasterende zijvlakken kon krijgen.
10.939 stuks werden er geproduceerd.
1962
Het laatste jaar van de eerste generatie Corvettes. Een nieuwe V8 motor met 327 kubieke inch (5,3 liter) beleefde zijn debuut in de Corvette en leverde in basisuitvoering 250 pk en als optie waren 300, 340 en 360 pk sterke motoren verkrijgbaar. Een uiterlijke verschil met 1961 was het ontbreken van chromen strippen om de vlakken aan de zijkant van de carrosserie. Maar liefst 14.531 stuks van het modeljaar 1962 werden er geproduceerd in de fabriek van St. Louis.

## C2 (1963-1967)

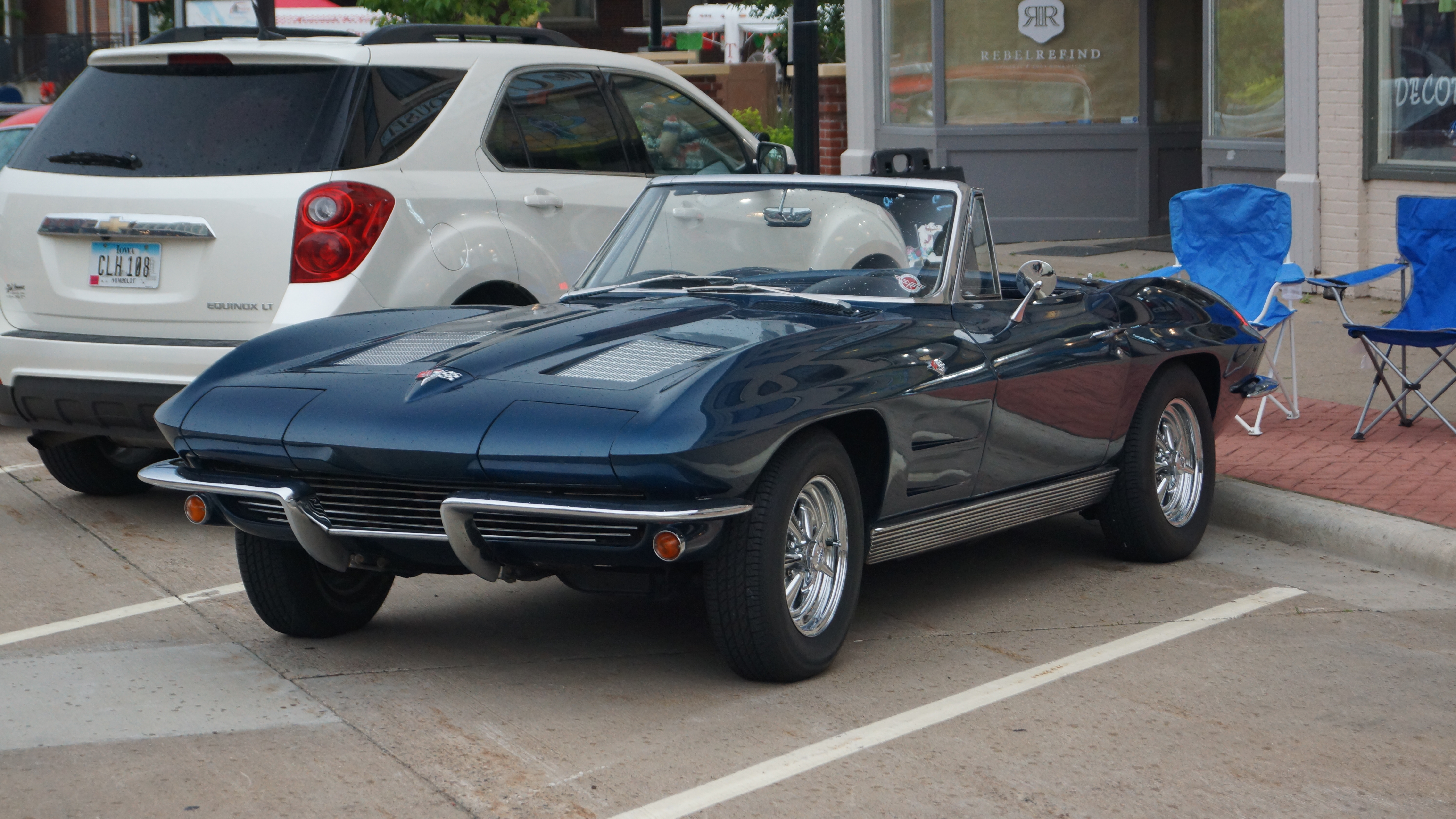
Een Corvette C2 cabrio uit 1963 met ingeklapte koplampen. De roosters in de motorkap zijn er slechts voor de sier en werden vanaf 1964 weggelaten.

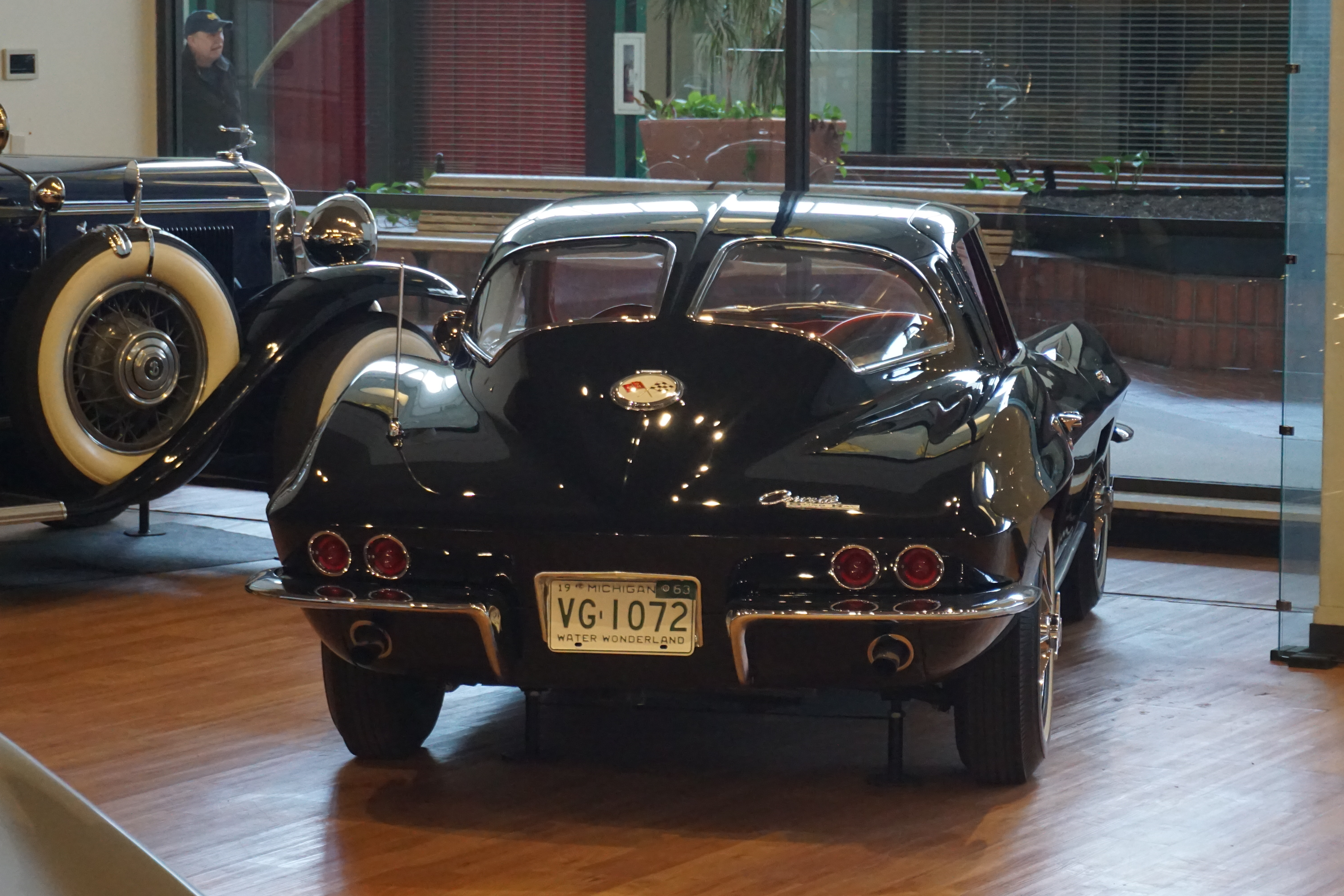
De achterzijde van een C2 uit 1963, herkenbaar aan de gespleten achterruit

In 1963 kwam de eerste grote restyling, door Larry Shinoda. Zwaar leunend op het 'Mako Shark'-showmodel (o.a. Geïnspireerd op de makreelhaai) werd de Sting Ray geboren. De auto had ook de typerende optische 'breuklijn' over de gehele flank, en voorzien van het karakteristieke spits aflopende dak dat deed denken aan een haai. Verder had de C2 had pop-up koplampen en uitlaten die uit de achterbumper staken.
De C2 Sting Ray was niet alleen, zoals de vorige generatie, Als cabrio verkrijgbaar maar ook als coupé. De achterwielen hadden onafhankelijke achterwielophanging. De C2 extra bijzonder omdat deze was uitgevoerd met brandstofinjectie wat destijds in de Verenigde Staten uiterst zeldzaam was.
De C2's die in 1963 geleverd werden, waarvan de productie reeds in september 1962 begon, waren meer experimenteel van aard. Deze zijn te herkennen aan hun gespleten achterruit. De achterruit leidde tot veel discussie aangezien deze het zicht naar achteren beperkt maar hier werd toch voor gekozen omdat het de auto bijzonder maakte. Vanaf 1964 kregen de auto's een gehele achteruit. Ook de wieldoppen van de modellen uit 1963 waren rijkelijker versierd dan die van de latere C2's. Voor de productie vanaf 1964 werden vele kleine wijzigingen doorgevoerd om de productie makkelijker te maken.
Een probleem met de C2 was dat zich bij hoge snelheid luchtdruk kon opbouwen waardoor de voorkant enigszins omhoog kon komen en de auto niet goed meer te besturen was. Om dit te voorkomen werden in eerste instantie luchtroosters in de motorkap voorzien. Deze zouden echter voor roest in de motor zorgen en daarom werden de openingen in de motorkap gesloten. De roosters werden in de modellen van 1963 nog wel geplaatst maar waren slechts voor de sier. In latere modellen werden deze weggelaten.
De typerende gespleten achterruit, de roosters in de motorkap en de kleine verschillen met de modellen uit latere jaren zouden er uiteindelijk voor zorgen dat juist C2’s uit 1963 een geliefd verzamelobject werden. Vanaf 1964 kon de consument kiezen voor een elektronische startmotor. De versie uit 1967 had sierlijke uitlaten die langs de zijkant liepen.

## C3 (1968-1982)

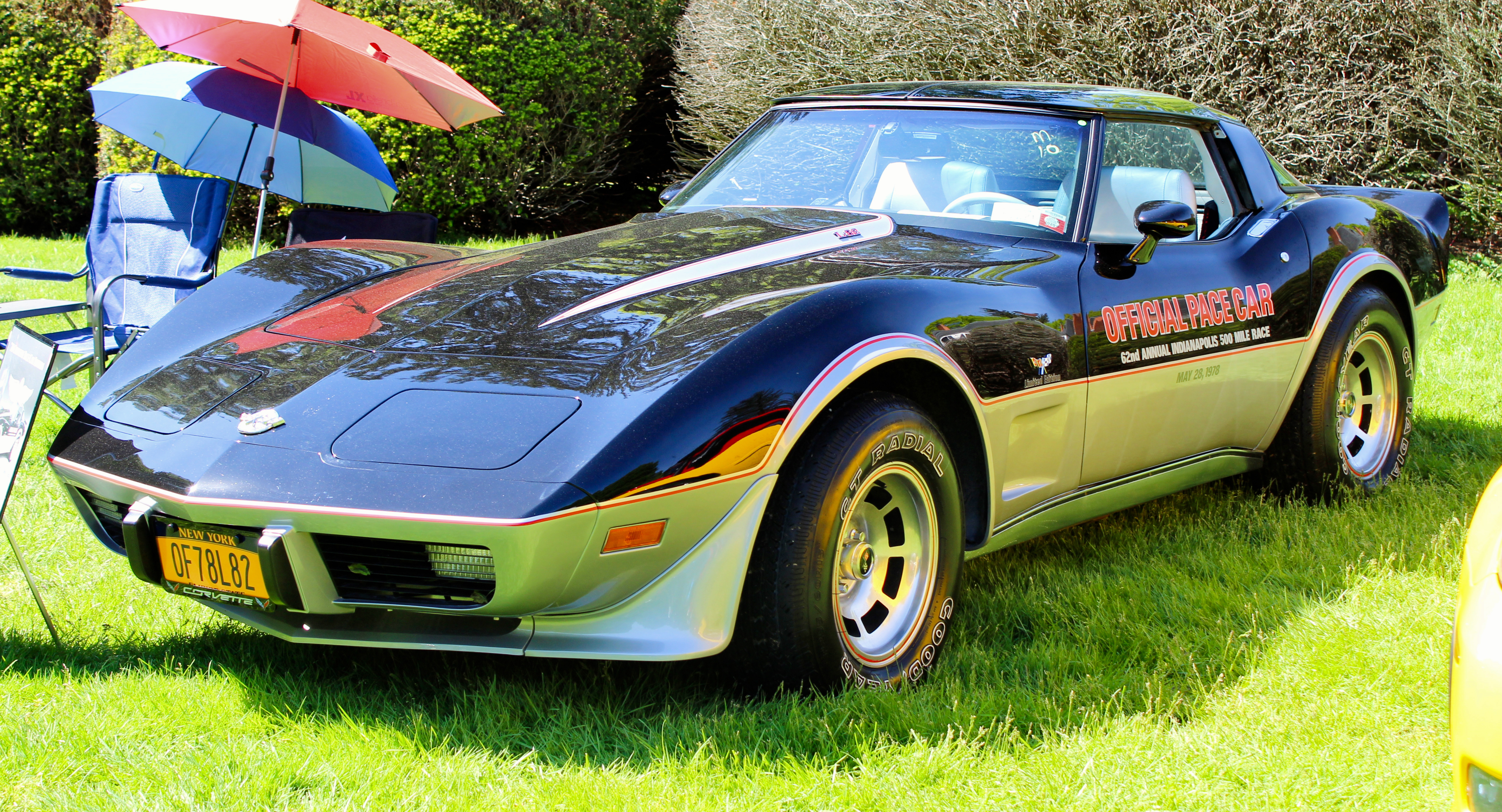
Een C3 special edition 1978 Corvette pace car limited edition replica

De C3 had een nieuwe carrosserie en interieur maar het chassis en de motoren werden overgenomen van de C2. Het ontwerp kwam van Zora Arkus-Duntov en Bill Mitchell en was ook weer geïnspireerd op een prototype, namelijk de Mako Shark II. Ook de C3 was weer leverbaar als cabrio en coupé. De coupés hadden een dak dat eraf gehaald kon worden waardoor deze ook enigszins als cabrio gebruikt kon worden. Dit werd een T-top genoemd.
Bij de C3 startte een nieuwe traditie om regelmatig van de Corvette een speciale editie op de markt te brengen. Deze traditie werd na de C3 voortgezet op latere modellen. Speciale edities van de C3 waren:
- De Astrovette (1969): Hiervan zijn er slechts drie gemaakt en deze werden geleased aan de drie astronauten van de Apollo 12-missie.
- De ZL1 (1969): Met een aluminium motor met betere rijprestaties.
- De ZR1 & ZR2 (1970-1972): Ook weer met een aangepast motorblok.
- De Indy 500 pace car (1978): Deze werd uitgebracht om deel te nemen aan de Indianapolis 500 van 1978. De klant kon deze bestellen en in de Verenigde Staten werd in elke Chevroletshowroom een model neergezet. De auto's werden ook wel 1978 Corvette pace car limited edition replica genoemd. Bij latere Corvettemodellen zou ook weer een Indy 500-versie op de markt komen.
- De Corvette America (1980) was een vreemde eend in de bijt. Deze had vier deuren en er zijn er maar vijf van gemaakt.
- De Collector Edition (1982) is herkenbaar aan de achterruit die schuin afloopt naar achteren en gebogen naar de zijkant, een zogenaamde fastback. Hierin is al de lijn herkenbaar van de latere C4. Deze editie had een eigen kleurschema.

## C4 (1984–1996)

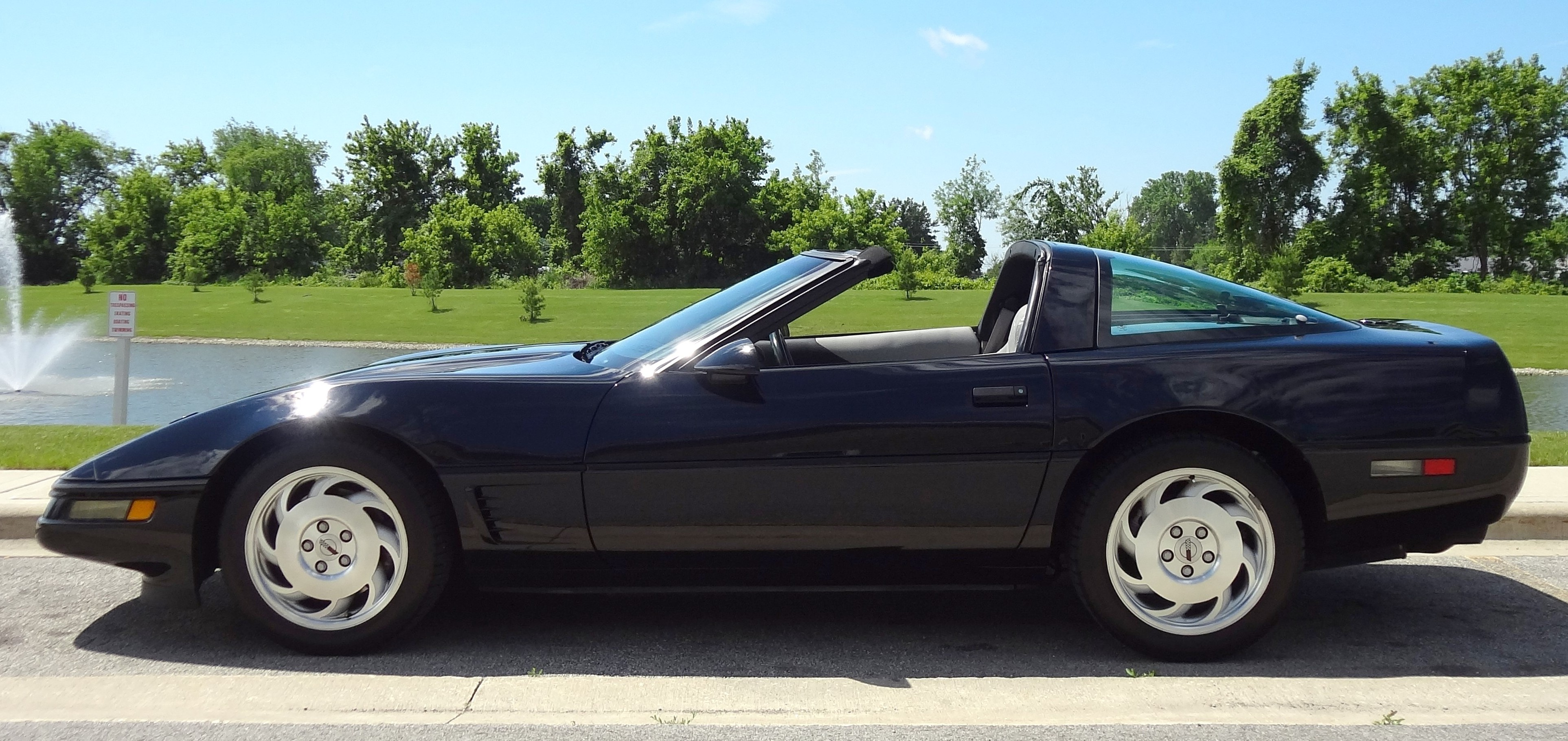
Een Corvette C4 coupé met het dak eraf.

De vierde generatie werd ontworpen door Jerry Palmer en Dave McLellan. Deze had een glazen fastback achterruit. Net als bij de C3 kon het dak verwijderd worden. De C4 had een nieuw chassis en uiteraard een nieuwe carrosserie waarin de lijnen van de C3 nog wel herkenbaar waren. De achterzijde was van versterkt polyester. Het motorvermogen van de C4 was wel minder dan van de C3 vanwege veranderende regelgeving. De auto was wel een verbetering op rijgedrag.
In 1990 kwam er een snellere versie van de C4, de C4 ZR-1 die met hulp van het destijds door General Motors overgenomen Lotus werd ontwikkeld.

## C5 (1997–2004)
De C5 werd ontworpen door John Cafaro. De racevariant C5-R deed mee aan de 24 uur van Daytona en de 24 uur van Le Mans. In 2001 kwam de snellere C5 Z06 uit.

## C6 (2004-2013)
De C6 is een van de weinige auto's met een topsnelheid van 300 km/u. De C6 Coupé kost 89.550 euro. Er is ook een C6 Convertible, die kost 99.950 euro en heeft dezelfde topsnelheid. Vanaf 2008 zal deze Corvette in 4,3 seconden van 0 naar 100 km/u kunnen en heeft deze een topsnelheid van 306 km/u.
De C6 Coupé ging in de verkoop in Nederland in september 2004, de Convertible in januari 2005. De C6 Coupé trekt ook nog snel op, 0–100 km/u: 4,1 s. De Convertible gaat van 0–100 km/u in 4,3 sec.
Dezelfde sprintnummers maar dan met de Hydramatic zestraps automaat:
Coupé: 4,7 s
Convertible: 4,8 s.

### C6 Z06

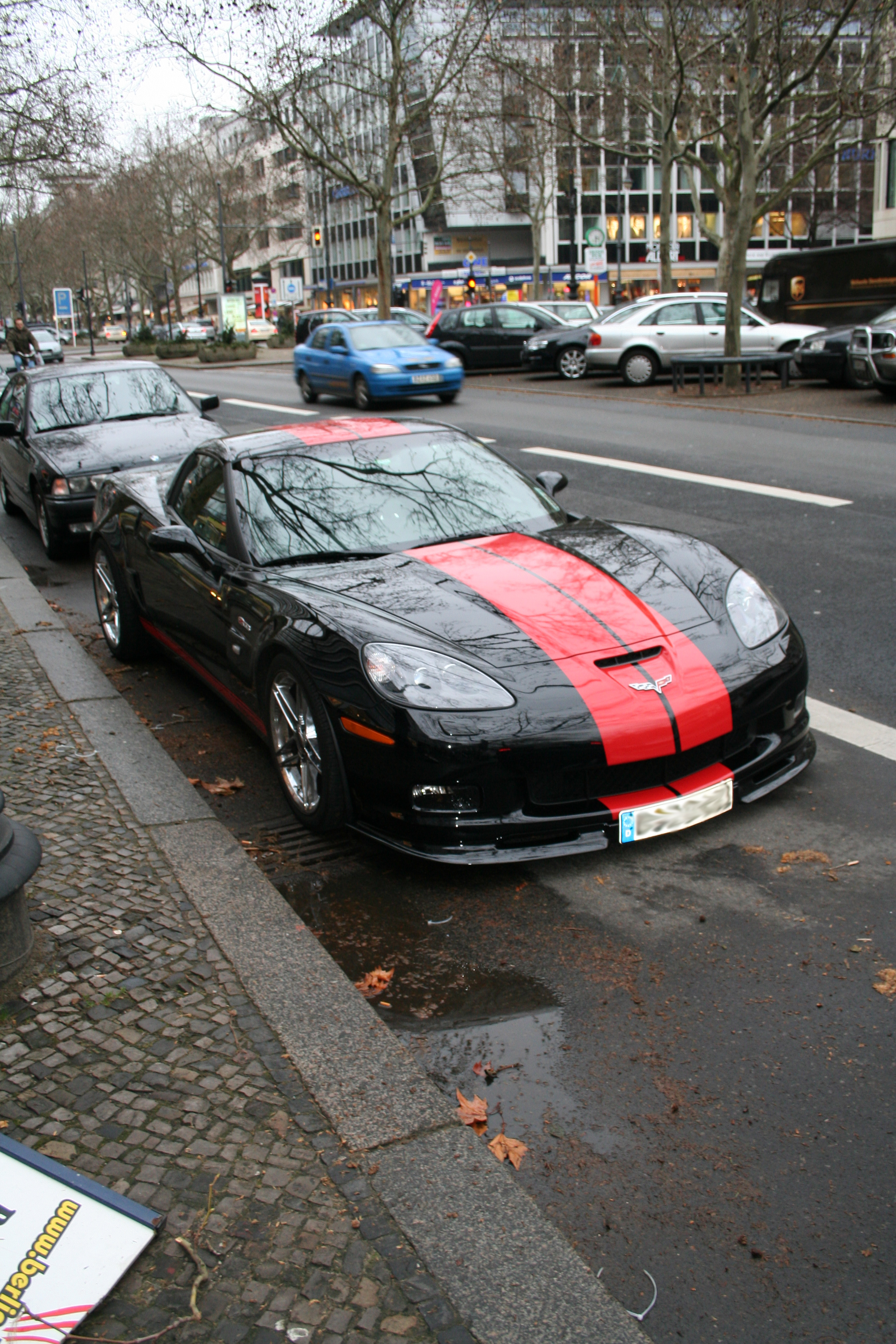
Corvette Z06 op de Kurfürstendamm in Berlijn

De Corvette C6 Z06 werd in 2006 gepresenteerd. Het heeft een 7,0 liter, 512 pk, 645 nm sterk LS7 blok. De Z06 trekt in 3,9 seconde op naar 100 km/u en heeft een topsnelheid van 319 km/u. Het gewicht is gereduceerd tot 1393kg dankzij het aluminium frame, de koolstofvezel spatborden en het titanium uitlaatsysteem. De wegligging en remprestaties zijn nog verder verfijnd dankzij het sportievere onderstel en de grotere remklauwen en schijven.
Dankzij de aangepaste versnellingsbak en het maximale toerental van 7000 tpm, is hij in staat in de eerste versnelling naar de 100 km/u te trekken. Ondanks zijn zesbak versnelling haalt hij zijn topsnelheid in de vijfde versnelling. De 6de versnelling dient uitsluitend als overdrive (techniek) ten behoeve van het brandstofverbruik.
Een belangrijke kenmerk is dat de LS7 over een dry-sumpsysteem beschikt zodat de interne delen van de motor niet zonder olie komen te zitten tijdens agressieve bochtenwerk.
Een head-up display is standaard bij de Z06 en geeft de bestuurder live informatie over de snelheid, het toerental, olie/watertemperatuur en de g-krachten.
De Corvette C6 Z06 is herkenbaar aan het Z06 logo op de voorspatborden, op de hoofdsteunen en op de toerentellerplaat. De spatborden zijn eveneens verbreed, er zijn extra luchtschachten op de achterspatborden en op de voorbumper vlak boven het logo. Maar los van de logo's zijn dit tevens de kenmerken van zijn grotere broer.
Sinds 2009 is er namelijk een nog snellere versie, vooral om concurrentie te bieden aan de Dodge Viper. Het is de Corvette C6 ZR1, ook wel "Blue Devil" genoemd. Deze snelste versie heeft een small block 6.2 liter LS9 V8 - gebaseerd op de LS2 - die het met een Eaton compressor tot 612 pk aan vermogen en 807 Nm aan koppel schopt. Door het gebruik van een compressor geeft de motor bij relatief lage toerentallen al veel vermogen af. Bij 3.000 toeren per minuut levert de V8 300 pk en is er 434 Nm trekkracht voorhanden. De maximale trekkracht komt vrij bij 4.000 toeren per minuut. In de toerenregio van 2600 tot 6000 toeren per minuut is 90 procent van de trekkracht voorhanden. Acceleratie van 0-100 gaat in 3.4 seconden. De topsnelheid ligt op 330 km/u.
De Corvette ZR1 wordt gebouwd in Wixom, Michigan, in een fabriek die is ingesteld op het maken van kleine series. Daar wordt ook de motor gemaakt van de Z06.

## C7 (2013-2019)
Vanaf 2013 werd de nieuwe Corvette gepresenteerd, ontworpen door Hwasup Lee. De C7 heeft een topsnelheid van 315 km/u en draagt weer de naam Stingray. Deze benaming was na de C3 niet meer gebruikt. In 2015 kwam de C7 Z06 op de markt en in het laatste productiejaar van de C7 keerde ook de ZR1-variant terug.

## C8 (2020-heden)
De C8 werd ontworpen door Tom Peters en aan het publiek getoond op het Kennedy Space Center tijdens een viering van de vijftig jaar eerdere landing van de eerste mens op de Maan. De C8 is de eerste Corvette met een middenmotor. In 2023 werd de Z06-variant van de C8 geïntroduceerd.

## Fotogalerij

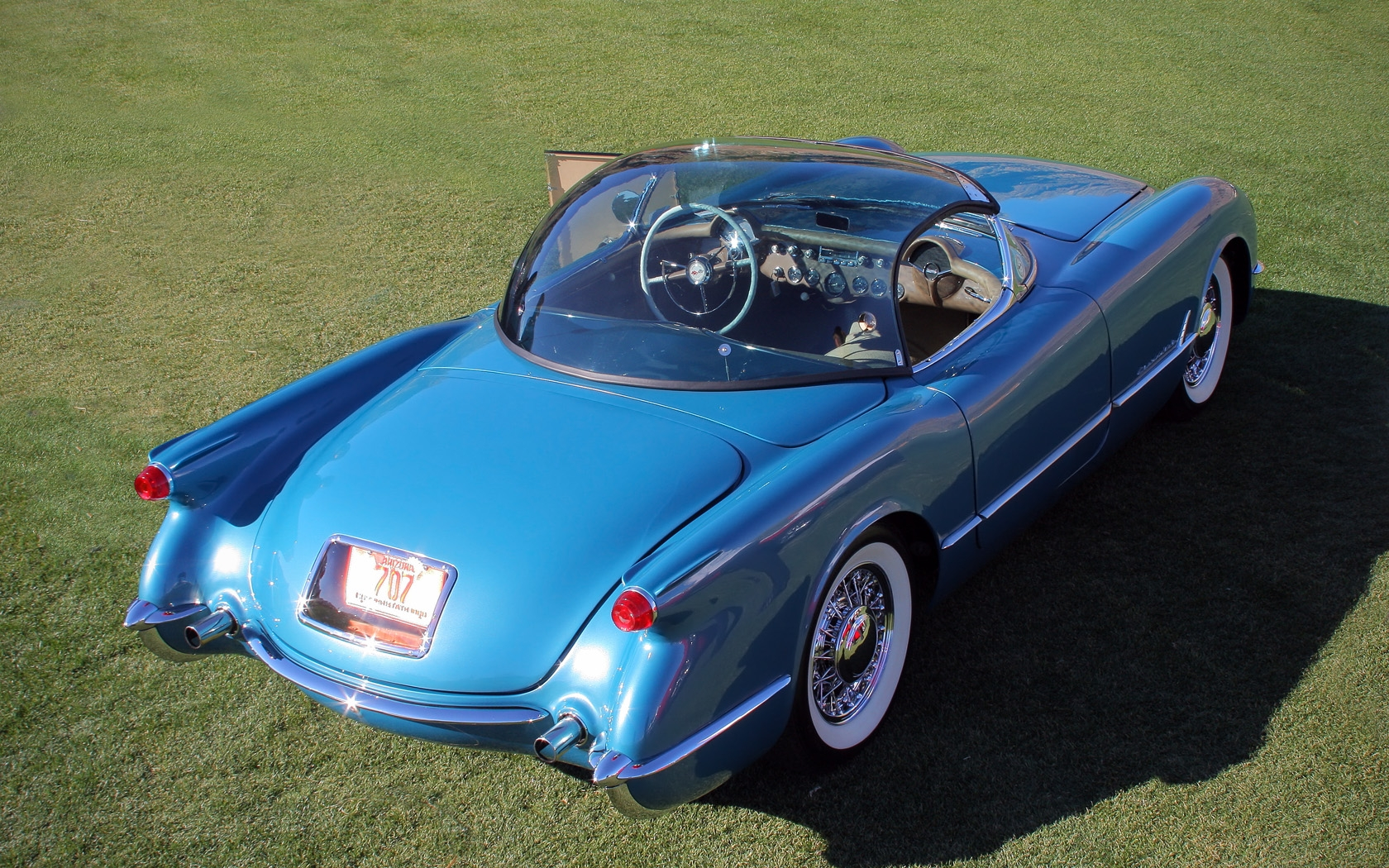
Een C1 met een plexiglazen dak.
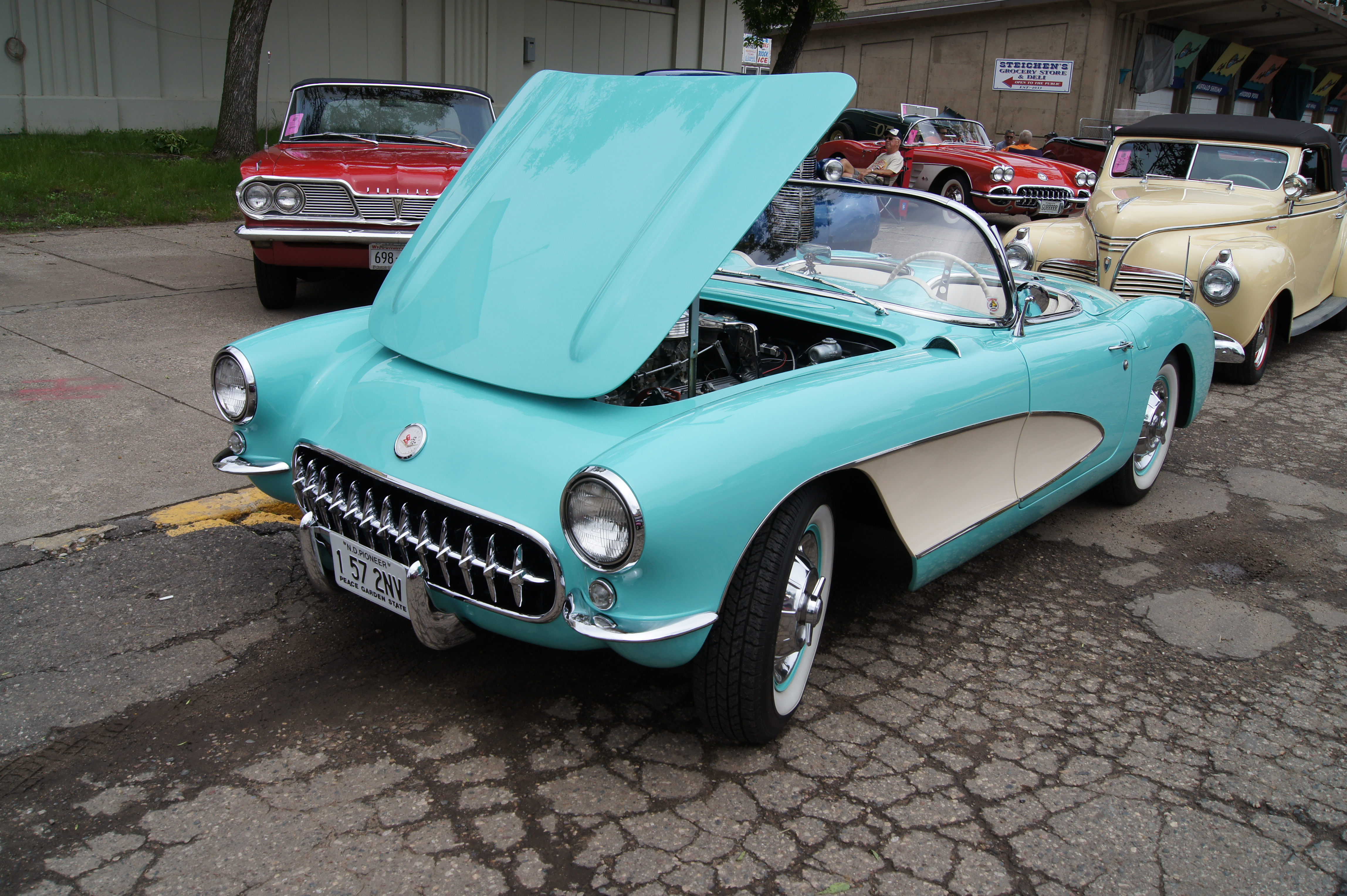
Een C1 uit 1957 met de nieuwe inkeping aan de zijkant. Latere C1’s zouden dubbele koplampen krijgen.
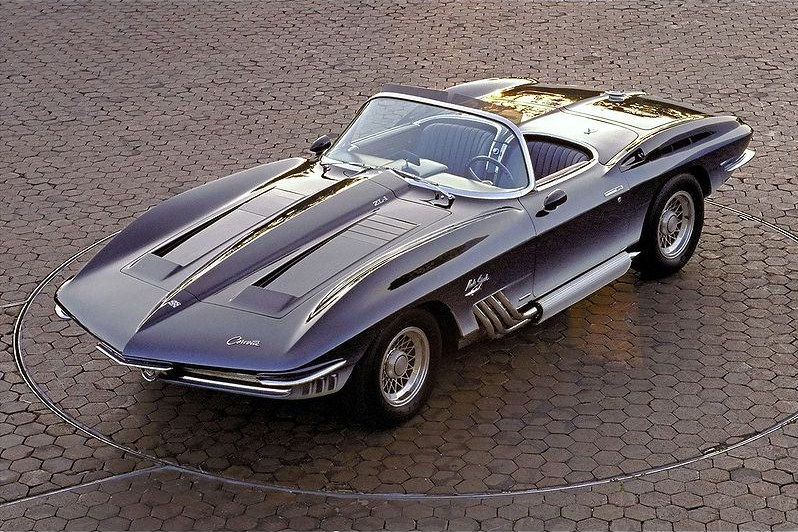
De Chevrolet Mako Shark I, een prototype dat vooraf ging aan de C2
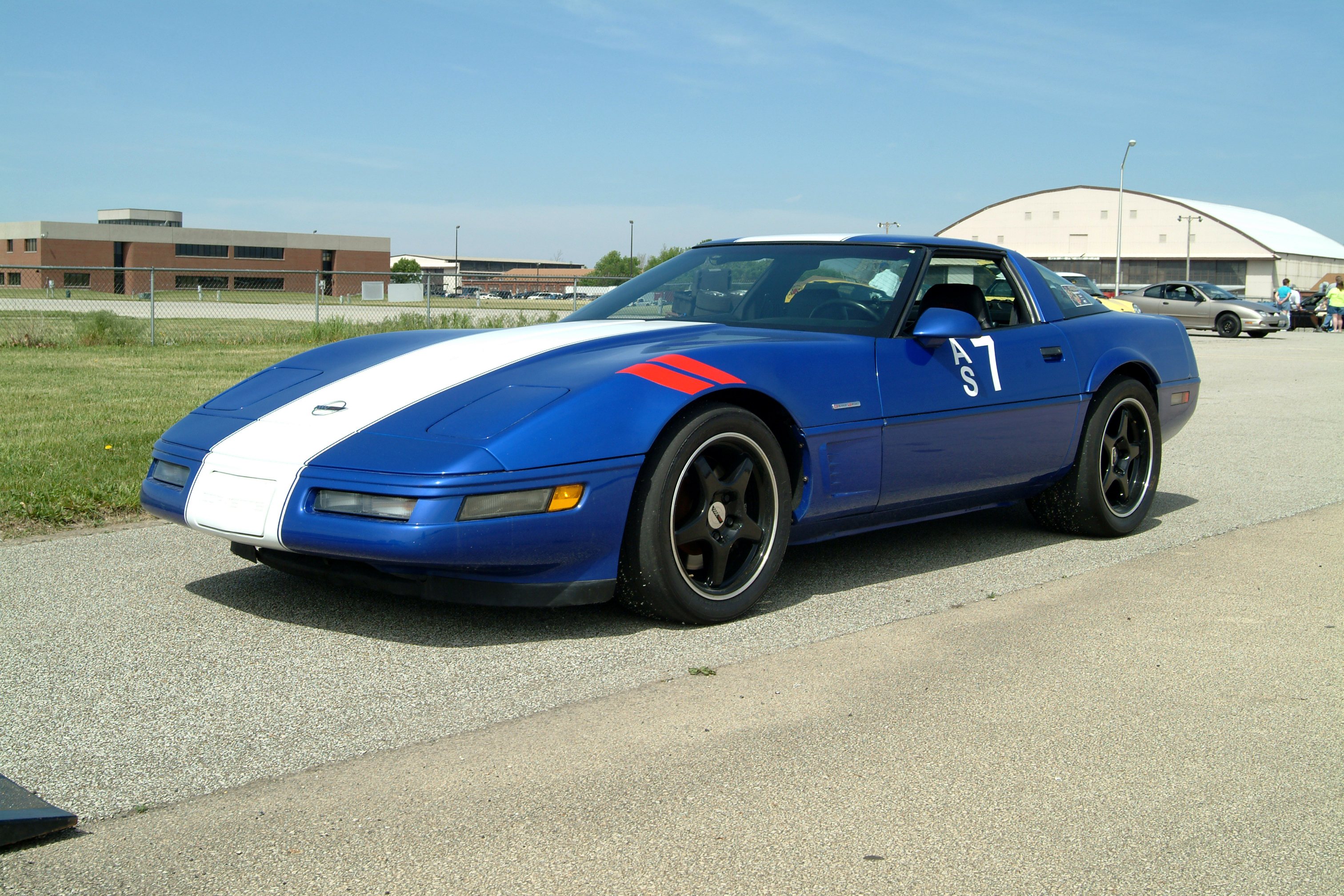
C4 Grand Sport
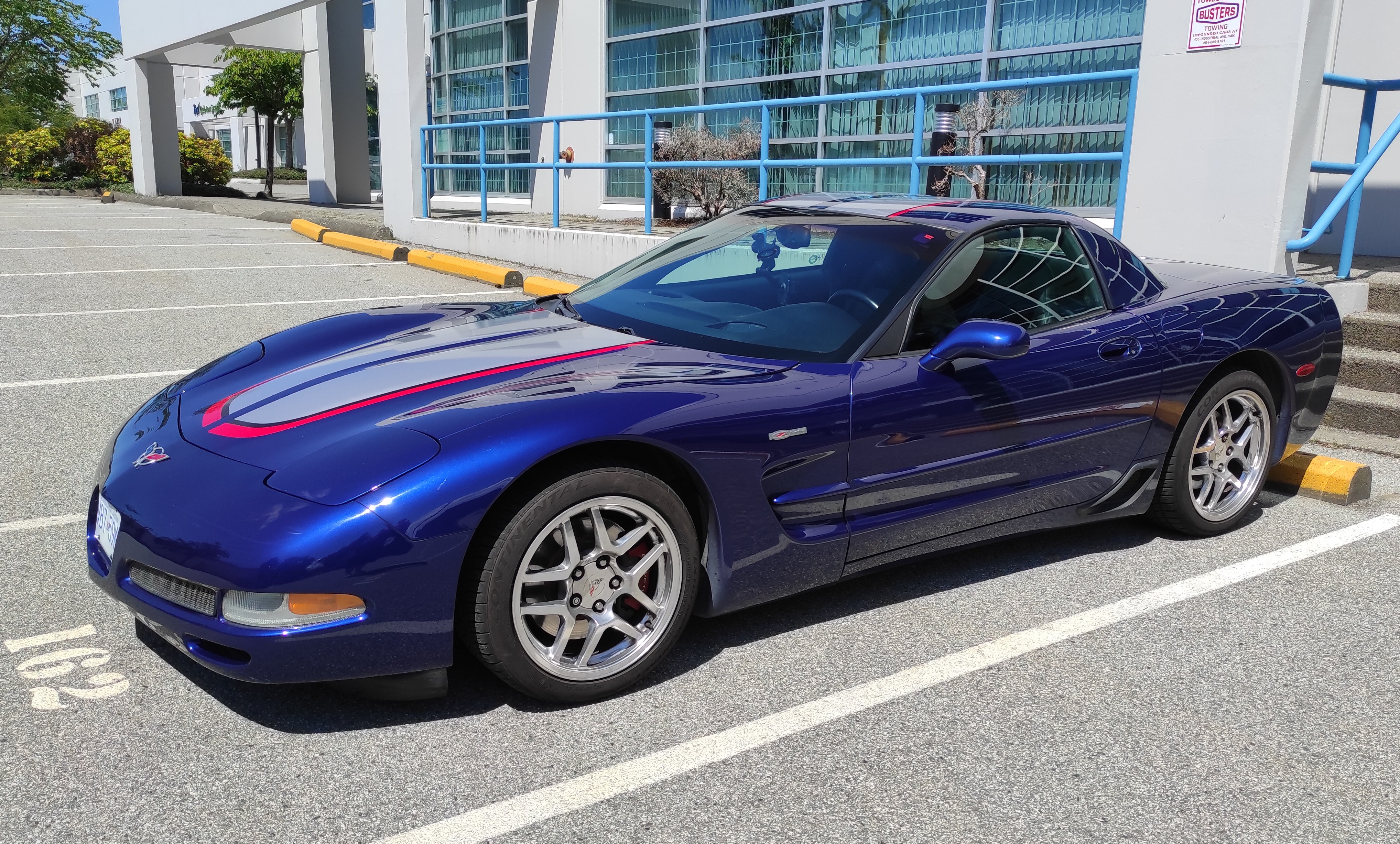
C5 Z06
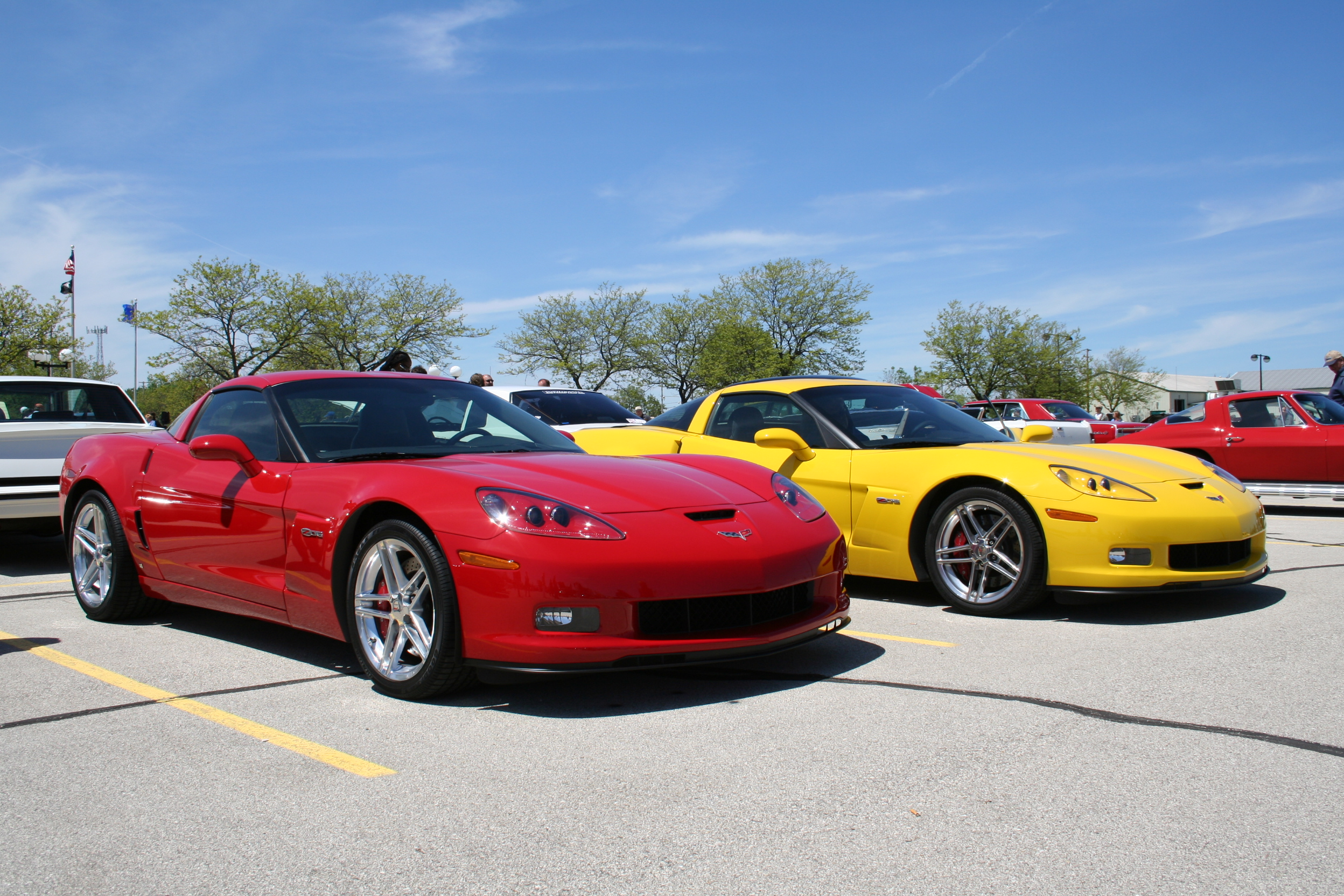
Twee maal een C6 Z06
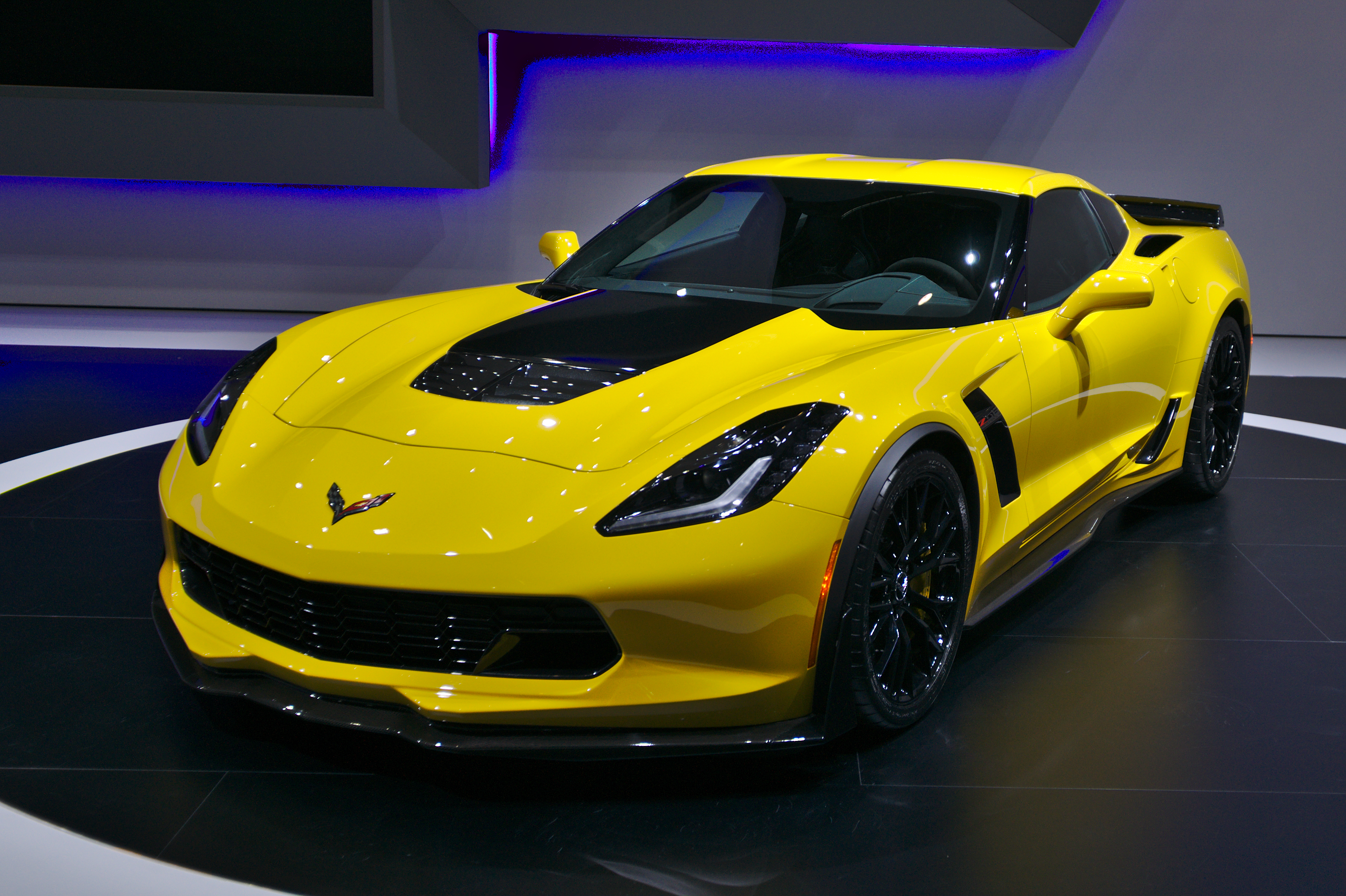
C7 Z06
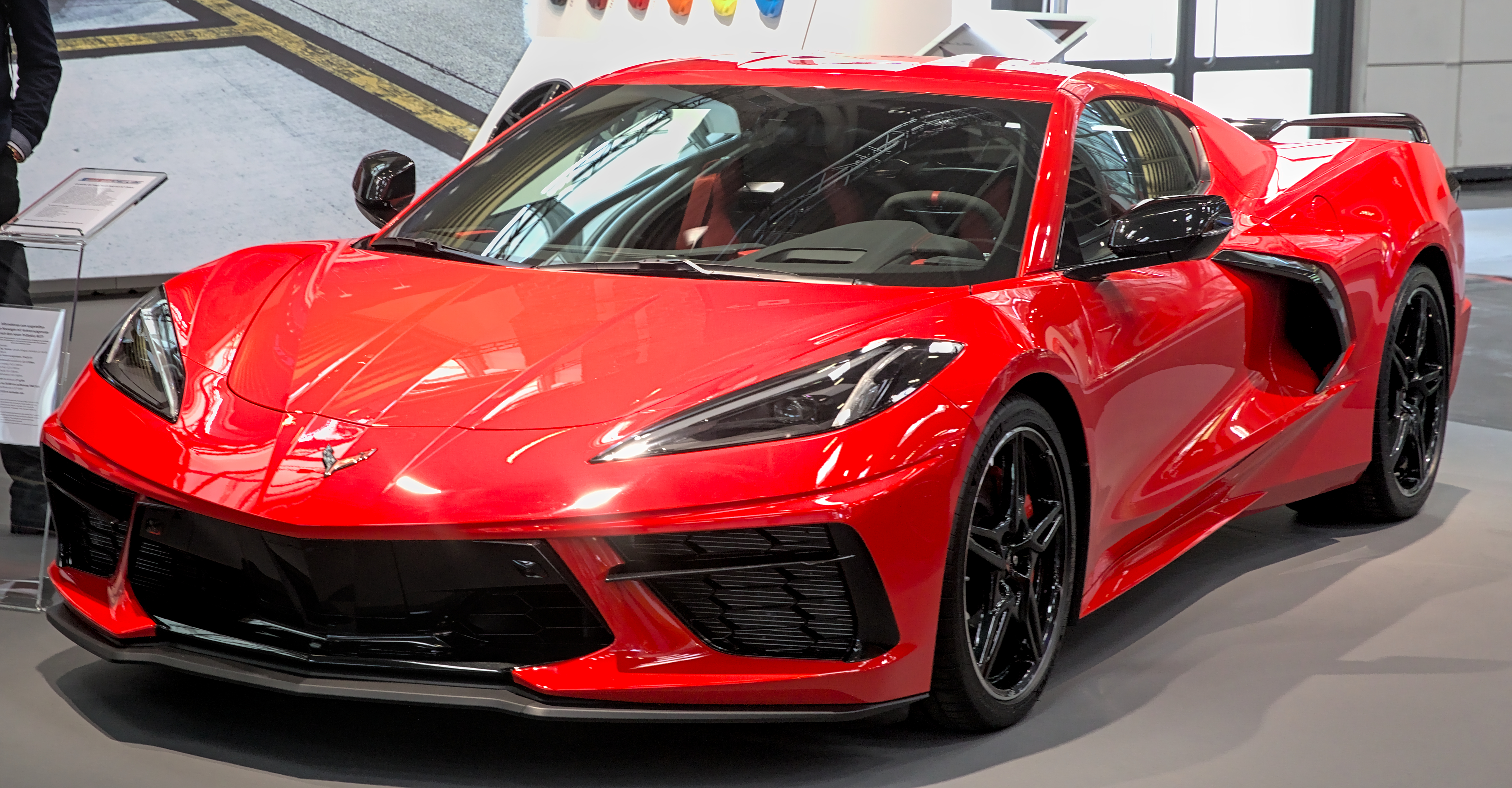
C8 Stingray

Buick · Cadillac · Chevrolet · Corvette · GMC

Voormalige merken:
Acadian (1962–1971) · Asüna (1992–1995) · Beaumont (1966–1969) · Bedford Vehicles (1930–1986) · Daewoo (1999–2011) · Elmore (1893–1912) · Geo (1989–1997) · Holden (1931-2021) · Hummer (1992–2010) · LaSalle (1927–1940) · Marquette (1929–1930) · McLaughlin automobile (1918–1942) · Oakland (1907–1931) · Oldsmobile (1897–2004) · Opel (1929-2017) · Passport (1988–1991) · Pontiac (1926-2010) · Ranger (1968–1976) · Saab (1989-2010) · Saturn (1985–2010) · Scripps-Booth (1913–1923) · Statesman (1971–1984) · Vauxhall (1925-2017) ·  Viking (1929–1931) · Yellow Coach (1925–1943)